# Fast RMX
Fast RMX är ett racingspel som utvecklats och publicerades av Shin'en Multimedia exklusivt till Nintendo Switch. Spelet fungerar som en utökad uppföljare av Fast Racing Neo för Wii U, och släpptes den 3 mars 2017 på Nintendo eShop som en lanseringstitel till Nintendo Switch. Spelet innehåller alla banor från Fast Racing Neo, dess nedladdningsbara innehåll och lägger till 6 nya banor för totalt att innehålla 30 banor. En ytterligare gratis uppdatering släpptes den 13 september 2017 vilket gav 6 extra banor, totalt 36. Precis som spelets föregångare jämfördes Fast RMX med F-Zero-serien.